# Indonesië op de Paralympische Zomerspelen 2020
Indonesië was een van de landen die deelnam aan de Paralympische Zomerspelen 2020 in Tokio, Japan.

## Medailleoverzicht
| Badminton   | Vrouwenteam        | Dubbelspel, SL3-SU5 (v) | Goud   |  |  |
| Badminton   | Gemengd team       | Dubbelspel, SL3-SU5 (g) | Goud   |  |  |
|             |                    |                         |        |  |  |
| Badminton   | Dheva Anrimusthi   | Enkelspel, SU5 (m)      | Zilver |  |  |
| Badminton   | Leani Ratri Oktila | Enkelspel, SL4 (v)      | Zilver |  |  |
| Bankdrukken | Ni Nengah Widiasih | -41 kg (v)              | Zilver |  |  |
|             |                    |                         |        |  |  |
| Atletiek    | Saptoyogo Purnomo  | 100 m, T37 (m)          | Brons  |  |  |
| Badminton   | Suryo Nugroho      | Enkelspel, SU5 (m)      | Brons  |  |  |
| Badminton   | Fredy Setiawan     | Enkelspel, SL4 (m)      | Brons  |  |  |
| Tafeltennis | David Jacobs       | Enkelspel, C10 (m)      | Brons  |  |  |

## Deelnemers en resultaten
(m) = mannen, (v) = vrouwen, (g) = gemengd 

### Atletiek

#### Baanonderdelen
| Atleet                                                          | Onderdeel                           | Series            | Series | Finale              | Finale              |
| Atleet                                                          | Onderdeel                           | Resultaat         | Rang   | Resultaat           | Rang                |
| --------------------------------------------------------------- | ----------------------------------- | ----------------- | ------ | ------------------- | ------------------- |
| Jaenal Aripin                                                   | 100 m, T54 (m)                      | 0:14.53           | 13e    | Niet gekwalificeerd | Niet gekwalificeerd |
| Jaenal Aripin                                                   | 400 m, T54 (m)                      | Gediskwalificeerd | DSQ    | Niet gekwalificeerd | Niet gekwalificeerd |
| Saptoyogo Purnomo                                               | 100 m, T37 (m)                      | 0:11.33           | 3e     | 0:11.31             | Brons               |
| Saptoyogo Purnomo                                               | 200 m, T37 (m)                      | 0:23.41           | 7e     | 0:23.27             | 6e                  |
|                                                                 |                                     |                   |        |                     |                     |
| Putri Aulia                                                     | 100 m, T13 (v)                      | 0:12.55           | 10e    | Niet gekwalificeerd | Niet gekwalificeerd |
| Elvin Alhudia Sesa                                              | 400 m, T20 (v)                      | 1:04.34           | 11e    | Niet gekwalificeerd | Niet gekwalificeerd |
| Karisma Evi Tiarani                                             | 100 m, T63 (v)                      | 0:14.83           | 4e     | 0:14.83             | 4e                  |
|                                                                 |                                     |                   |        |                     |                     |
| Jaenal Aripin Putri Aulia Saptoyogo Purnomo Karisma Evi Tiarani | 4 x 100 m, universele estafette (g) | 0:50.55           | 10e    | Niet gekwalificeerd | Niet gekwalificeerd |

#### Veldonderdelen
| Paralympiër         | Onderdeel             | Resultaat | Prestatie |
| ------------------- | --------------------- | --------- | --------- |
| Setiyo Budihartanto | Verspringen, T47 (m)  | 10e       | 6.47      |
|                     |                       |           |           |
| Famini              | Discuswerpen, F57 (v) | 12e       | 21.13     |

### Badminton
| Paralympiër                           | Onderdeel               | Groepsfase                    | Groepsfase                       | Groepsfase                     | Positie | Finalefase                     | Finalefase                   | Plaats |
| Paralympiër                           | Onderdeel               | Wedstrijd I                   | Wedstrijd II                     | Wedstrijd III                  | Positie | Halve finale                   | (Troost)finale               | Plaats |
| Paralympiër                           | Onderdeel               | Tegenstander Uitslag          | Tegenstander Uitslag             | Tegenstander Uitslag           | Positie | Tegenstander Uitslag           | Tegenstander Uitslag         | Plaats |
| ------------------------------------- | ----------------------- | ----------------------------- | -------------------------------- | ------------------------------ | ------- | ------------------------------ | ---------------------------- | ------ |
| Dheva Anrimusthi                      | Enkelspel, SU5 (m)      | POL Bartlomiej Mroz W met 2-0 | FRA Meril Loquette W met 2-0     | INA Suryo Nugroho W met 2-0    | 1e      | INA Suryo Nugroho W met 2-0    | MAS Cheah Liek Hou V met 0-2 | Zilver |
| Susanto Hary                          | Enkelspel, SL4 (m)      | GER Jan Niklas Pott V met 0-2 | IND Suhas Yathiraj V met 0-2     | FRA Lucas Mazur V met 0-2      | 4e      | Niet gekwalificeerd            | Niet gekwalificeerd          | 7e     |
| Suryo Nugroho                         | Enkelspel, SU5 (m)      | FRA Meril Loquette W met 2-0  | POL Bartlomiej Mroz W met 2-0    | INA Dheva Anrimusthi V met 0-2 | 2e      | INA Dheva Anrimusthi V met 0-2 | TPE Fang Jen Yu W met 2-0    | Brons  |
| Ukun Rukaendi                         | Enkelspel, SL3 (m)      | GBR Daniel Bethell V met 0-2  | JPN Daisuke Fujihara V met 0-2   | Niet van toepassing            | 3e      | Niet gekwalificeerd            | Niet gekwalificeerd          | 5e     |
| Fredy Setiawan                        | Enkelspel, SL4 (m)      | IND Tarun W met 2-0           | THA Siripong Teamarrom W met 2-0 | KOR Shin Kyung Hwan W met 2-0  | 1e      | IND Suhas Yathiraj V met 0-2   | IND Tarun W met 2-0          | Brons  |
|                                       |                         |                               |                                  |                                |         |                                |                              |        |
| Leani Ratri Oktila                    | Enkelspel, SL4 (v)      | FRA Faustine Noel W met 2-0   | Khalimatus Sadiyah W met 2-0     | Niet van toepassing            | 1e      | CHN Ma Huihui W met 2-0        | CHN Cheng Hefang V met 1-2   | Zilver |
| Khalimatus Sadiyah                    | Enkelspel, SL4 (v)      | FRA Faustine Noel W met 2-0   | Leani Ratri Oktila V met 0-2     | Niet van toepassing            | 2e      | Niet gekwalificeerd            | Niet gekwalificeerd          | 5e     |
| Leani Ratri Oktila Khalimatus Sadiyah | Dubbelspel, SL3-SU5 (v) | Japan W met 2-0               | Thailand W met 2-0               | Niet van toepassing            | 1e      | Frankrijk W met 2-0            | China W met 2-0              | Goud   |
|                                       |                         |                               |                                  |                                |         |                                |                              |        |
| Susanto Hary Leani Ratri Oktila       | Dubbelspel, SL3-SU5 (g) | Duitsland W met 2-0           | Japan W met 2-0                  | Niet van toepassing            | 1e      | India W met 2-0                | Frankrijk W met 2-0          | Goud   |

### Bankdrukken
| Paralympiër        | Onderdeel  | Resultaat | Prestatie |
| ------------------ | ---------- | --------- | --------- |
| Ni Nengah Widiasih | -41 kg (v) | Zilver    | 98.0      |

### Schietsport
| Paralympiër        | Onderdeel                         | Eerste ronde | Eerste ronde | Finale              | Finale              |
| Paralympiër        | Onderdeel                         | Score        | Rang         | Score               | Rang                |
| ------------------ | --------------------------------- | ------------ | ------------ | ------------------- | ------------------- |
| Bolo Triyante      | 10 m luchtgeweer, staand SH2 (g)  | 620.9        | 24e          | Niet gekwalificeerd | Niet gekwalificeerd |
| Bolo Triyante      | 10 m luchtgeweer, liggend SH2 (g) | 631.0        | 24e          | Niet gekwalificeerd | Niet gekwalificeerd |
|                    |                                   |              |              |                     |                     |
| Hanik Puji Hastuti | 10 m luchtgeweer, staand SH1 (v)  | 614.5        | 13e          | Niet gekwalificeerd | Niet gekwalificeerd |

### Tafeltennis
| Paralympiër              | Onderdeel          | Groepsfase                      | Groepsfase                             | Groepsfase           | Positie             | Finalefase                        | Finalefase                 | Finalefase                 | Finalefase           | Plaats |
| Paralympiër              | Onderdeel          | Wedstrijd I                     | Wedstrijd II                           | Wedstrijd III        | Positie             | 1/8e finale                       | Kwartfinale                | Halve finale               | Finale               | Plaats |
| Paralympiër              | Onderdeel          | Tegenstander Uitslag            | Tegenstander Uitslag                   | Tegenstander Uitslag | Positie             | Tegenstander Uitslag              | Tegenstander Uitslag       | Tegenstander Uitslag       | Tegenstander Uitslag | Plaats |
| ------------------------ | ------------------ | ------------------------------- | -------------------------------------- | -------------------- | ------------------- | --------------------------------- | -------------------------- | -------------------------- | -------------------- | ------ |
| Komet Akbar              | Enkelspel, C10 (m) | POL Patryk Chojnowski V met 0-3 | FRA Gilles de la Bourdonnaye W met 3-2 | Niet van toepassing  | 2e                  | Niet van toepassing               | FRA Mateo Boheas V met 1-3 | Uitgeschakeld              | Uitgeschakeld        | 5e     |
| Adyos Astan              | Enkelspel, C4 (m)  | TUR Abdullah Ozturk V met 1-3   | POL Rafal Lis W met 3-1                | Niet van toepassing  | 2e                  | EGY Sameh Mohamed Saleh V met 2-3 | Uitgeschakeld              | Uitgeschakeld              | Uitgeschakeld        | 9e     |
| David Jacobs             | Enkelspel, C10 (m) | MNE Luka Bakic W met 3-0        | ESP Jose Manuel Ruiz Reyes W met 3-0   | Niet van toepassing  | 1e                  | Niet van toepassing               | CHN Lian Hao W met 3-2     | FRA Mateo Boheas V met 2-3 | Uitgeschakeld        | Brons  |
| Komet Akbar David Jacobs | Team, C9-10 (m)    | Niet van toepassing             | Niet van toepassing                    | Niet van toepassing  | Niet van toepassing | China V met 0-2                   | Uitgeschakeld              | Uitgeschakeld              | Uitgeschakeld        | 9e     |

### Wielrennen
| Atleet                    | Onderdeel                         | Heats               | Heats               | (Bronzen) Finale    | (Bronzen) Finale    |
| Atleet                    | Onderdeel                         | Resultaat           | Rang                | Resultaat           | Rang                |
| ------------------------- | --------------------------------- | ------------------- | ------------------- | ------------------- | ------------------- |
| Muhammad Fadli Imammuddin | 1 km tijdrit, C4-5 (m)            | Niet van toepassing | Niet van toepassing | 1:10.423            | 17e                 |
| Muhammad Fadli Imammuddin | Individuele achtervolging, C4 (m) | 4:50.393            | 6e                  | Niet gekwalificeerd | Niet gekwalificeerd |

### Zwemmen
| Atleet          | Onderdeel                              | Series    | Series | Finale              | Finale              |
| Atleet          | Onderdeel                              | Resultaat | Rang   | Resultaat           | Rang                |
| --------------- | -------------------------------------- | --------- | ------ | ------------------- | ------------------- |
| Jendi Pangebean | 100 m rugslag, S9 (m)                  | 1:07.10   | 9e     | Niet gekwalificeerd | Niet gekwalificeerd |
|                 |                                        |           |        |                     |                     |
| Syuci Indriani  | 100 m schoolslag, SB14 (v)             | 1:24.06   | 10e    | Niet gekwalificeerd | Niet gekwalificeerd |
| Syuci Indriani  | 100 m vlinderslag, S14 (v)             | 1:12.13   | 13e    | Niet gekwalificeerd | Niet gekwalificeerd |
| Syuci Indriani  | 200 m individuele wisselslag, SM14 (v) | 2:40.46   | 14e    | Niet gekwalificeerd | Niet gekwalificeerd |

Afghanistan · 
Algerije · 
Amerikaanse Maagdeneilanden · 
Angola · 
Argentinië · 
Armenië · 
Aruba · 
Australië · 
Azerbeidzjan · 
Bahrein · 
Barbados · 
Belarus · 
België · 
Benin · 
Bermuda · 
Bosnië en Herzegovina · 
Botswana · 
Brazilië · 
Bulgarije · 
Burkina Faso · 
Burundi · 
Cambodja · 
Canada · 
Centraal-Afrikaanse Republiek · 
Chili · 
China · 
Chinees Taipei · 
Colombia · 
Congo-Brazzaville · 
Congo-Kinshasa · 
Costa Rica · 
Cuba · 
Cyprus · 
Denemarken · 
Dominicaanse Republiek · 
Duitsland · 
Ecuador · 
Egypte · 
El Salvador · 
Estland · 
Ethiopië · 
Faeröer · 
Fiji · 
Filipijnen · 
Finland · 
Frankrijk · 
Gabon · 
Gambia · 
Georgië · 
Ghana · 
Griekenland · 
Groot-Brittannië · 
Guatemala · 
Guinee · 
Guinee‑Bissau · 
Haïti · 
Honduras · 
Hongarije · 
Hongkong · 
Ierland · 
IJsland · 
India · 
Indonesië · 
Irak · 
Iran · 
Israël · 
Italië · 
Ivoorkust · 
Jamaica · 
Japan · 
Jordanië · 
Kaapverdië · 
Kameroen · 
Kazachstan · 
Kenia · 
Kirgizië · 
Koeweit · 
Kroatië · 
Laos · 
Lesotho · 
Letland · 
Libanon · 
Liberia · 
Libië · 
Litouwen · 
Luxemburg · 
Madagaskar · 
Maleisië · 
Mali · 
Malta · 
Marokko · 
Mauritius · 
Mexico · 
Moldavië · 
Mongolië · 
Montenegro · 
Mozambique · 
Namibië · 
Nederland · 
Nepal · 
Nicaragua · 
Nieuw-Zeeland · 
Niger · 
Nigeria · 
Noord-Macedonië · 
Noorwegen · 
Oeganda · 
Oekraïne · 
Oezbekistan · 
Oman · 
Oostenrijk · 
Pakistan · 
Palestina · 
Panama · 
Papoea-Nieuw-Guinea · 
Peru · 
Polen · 
Portugal · 
Puerto Rico · 
Qatar · 
Roemenië · 
Russisch Paralympisch Comité ·
Rwanda · 
Saint Vincent en Grenadines · 
Samoa · 
Saoedi-Arabië · 
Sao Tomé en Principe · 
Senegal · 
Servië · 
Seychellen · 
Sierra Leone · 
Singapore · 
Slovenië · 
Slowakije · 
Somalië · 
Spanje · 
Sri Lanka · 
Syrië · 
Tadzjikistan · 
Tanzania · 
Thailand · 
Togo · 
Tonga · 
Trinidad en Tobago · 
Tsjechië · 
Tunesië · 
Turkije · 
Turkmenistan · 
Uruguay · 
Venezuela · 
Verenigde Arabische Emiraten · 
Verenigde Staten · 
Vietnam · 
Zimbabwe · 
Zuid-Afrika · 
Zuid-Korea · 
Zweden · 
Zwitserland
Paralympisch Vluchtelingen Team